# 宁乡县志
《宁乡县志》是讲述今湖南省长沙市宁乡市的书籍，书籍全面系统介绍了宁乡市的历史、地理、文化、经济、社会生活等方面，是描述宁乡是文字资料巨细无遗的古籍。

## 内容
《宁乡县志》的内容丰富多姿，古本章目包括政治兵事、农桑商埠、天文地理、山川舆地、风俗习气等，文字古朴平易，为文言文。2008年，吴石平、贺明兰编纂的版本继承了周震麟、刘宗向版本的白话文叙述原则，章目包括政治军事、农业商业、天文地理、社会经济生活等25篇，103章，约100万字；书中有彩照和黑白照图片，还有数学图表；文字朴实，注重用引用资料和实证，同时剔除了古本中荒诞离奇的玄幻语句刷选了一些空白无物的文字资料，资料不真实、堆砌、重复等古本缺点都被纠正。

## 版本
《宁乡县志》至今已经有10个版本：
| 公元纪年 | 农历纪年                                 | 作者                         |
| -------- | ---------------------------------------- | ---------------------------- |
| 1436年   | 明朝正统元年丙辰                         | 佚名                         |
| 1509年   | 明朝正德四年己巳                         | 刘洵、袁经                   |
| 1552年   | 明朝嘉靖三十一壬子                       | 周孔徒、周策                 |
| 1602年   | 明朝万历三十年壬寅                       | 张栋、沈震龙、陶功、梅然     |
| 1682年   | 清朝康熙二十一年壬戌；郑克塽永曆三十六年 | 蒋立泰、权持世、陶汝鼐       |
| 1748年   | 清朝乾隆十三年戊辰                       | 李杰超、郭定、王文清         |
| 1817年   | 清朝嘉庆二十二年丁丑                     | 王餘英、许瀛、甘庆增、袁明曜 |
| 1867年   | 清朝同治六年丁卯                         | 郭庆飏、童秀春               |
| 1941年   | 中华民国三十年六月                       | 周震麟、刘宗向               |
| 2008年   | 中华民国九十七年                         | 吴石平、贺明兰               |